# Пърл Харбър
Пърл Харбър е залив в Тихия океан на остров Оаху, щата Хаваи, Съединените американски щати.
По-голямата част от залива е заета от централната база на Тихоокеанския флот на Военноморските сили на САЩ. До 1940-те години тя е най-модерната американска база. На 7 декември 1941 г. Япония напада Пърл Харбър и въвлича САЩ във Втората световна война.

## Нападение
На 26 ноември 1941 г. ударното съединение на японския флот под командването на вицеадмирал Чуичи Нагумо напуска базата си в залива Хитокаппу на Курилските острови и се насочва към Пърл Харбър. Японското съединение включва шест самолетоносача – „Акаги“, „Хирю“, „Кага“, „Шокаку“, „Сорю“ и „Дзуйкаку“, на които са разположени 441 самолета. Самолетоносачите са ескортирани от 2 линейни кораба, 2 тежки крайцера, 1 лек крайцер и 11 ескадрени миноносеца.
Целта на нападението над Пърл Харбър е неутрализиране на Тихоокеанския флот на САЩ, за да се осигури свобода на действие на японската армия и флот в Югоизточна Азия и Централния Пасифик. Това е продиктувано от имперските амбиции на Япония, която в навечерието на войната е с процъфтяваща, бързо индустриализираща се икономика, нуждаеща се от все повече евтини суровини, каквито на Японските острови липсват в достатъчни количества поради чисто геофизически и геологически обстоятелства.
Сутринта на 7 декември 1941 г. самолетите от японските самолетоносачи нанасят коварни изненадващи удари по летищата на хавайския остров Оаху, на който се намира базата Пърл Харбър на Военноморските сили на САЩ, и по корабите, стоящи на котва там, без преди това да е обявена война. Потопени са 4 линейни кораба, 2 миноносеца и 1 минен заградител. Още 4 линейни кораба, 3 леки крайцера и 1 ескадрен миноносец получават сериозни повреди. Загубите на Американския военноморски флот: унищожени са 188 самолета, още 159 са тежко повредени. Човешките загуби наброяват 2403 убити (от тях повече от 1000 на борда на взривилия се линеен кораб „Аризона“) и 1178 ранени. Японците губят само 29 самолета. Загубите им в личен състав са само 55 души, изцяло от екипажите на свалените самолети от атакуващите ескадрили. В резултат, фактически и исторически, датата се счита за начало на Втората световна война в Западното полукълбо. Съединените американски щати са в шок – за пръв път от 100 години някой ги атакува.

## В изкуството
- Пърл Харбър (филм)
- „Тора! Тора! Тора!“
- „Оттук до вечността“